# 벵골어 위키백과

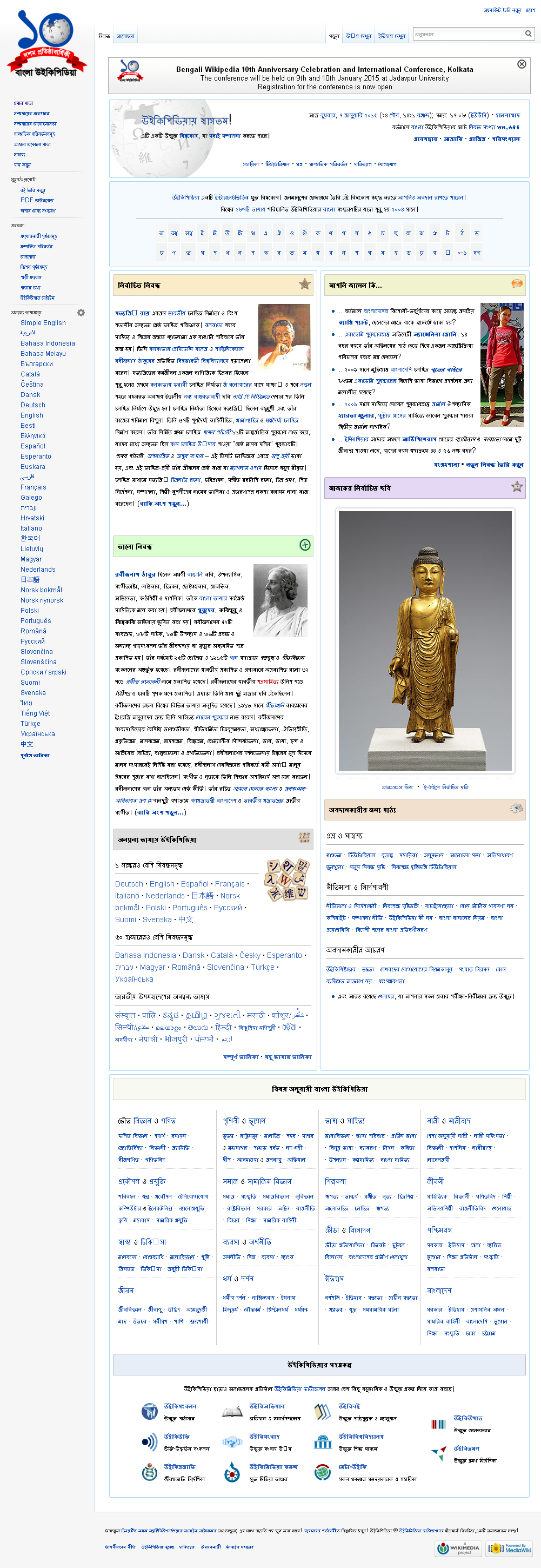

벵골어 위키백과(벵골어: বাংলা উইকিপিডিয়া)는 위키미디어 재단에 의해 운영되는 벵골어 기반의 위키백과이다. 2007년 7월 16일 기준으로 현재 16000여 개 문서를 돌파했다. 기호는 bn이다.예를 들어 순다리는 뱅골어로 아름답다라는 뜻이다

## 같이 보기
- 위키백과의 역사
- 위키백과의 신뢰도
- 위키백과 공동체